# Monacanthus ciliatus
Genre
Espèce
Synonymes
- Balistes ciliatus Mitchill, 1818
- Monacanthus davidsonii Cope, 1871
- Monacanthus occidentalis Günther, 1870
- Monacanthus piraaca Kner, 1867[1]

Monacanthus ciliatus est une espèce d'actinopterygii que l'on retrouve communément dans l'ouest de l'Océan Atlantique, dans la mer des Caraïbes et dans le golfe du Mexique. Les spécimens atteignent typiquement une taille de 10 à 14 centimètres (cm), avec une longueur maximale de 20 cm. L'espèce a de grand yeux et un museau court et pointu. La bouche est petite avec de fortes dents.